# Джованні Лайоло
Його Високопреосвященство Джованні Лайо́ло (італ. Giovanni Lajolo; нар. 3 січня 1935, Новара, Італія) — кардинал Римо-Католицької церкви, дипломат Святого Престолу, «губернатор» Ватикану.

## Біографія

### Дитинство та освіта
Джованні Лайоло народився 3 січня 1935 р. у італійському місті Новара. Його мати ще дівчинкою разом з родиною емігрувала до США та отримала місцеве громадянство, яке вона зберегла і після повернення до Італії. Закінчивши школу Лайоло вступив до Новарської семінарії, пізніше до Папської римської семінарії. Після її закінчення начався у Папському Григоріанському університеті, де отримав у 1955 р. ліценціат з філософії, а у 1959 р. — з теології. Отримав докторат з канонічного права у Мюнхенському університеті 1965 року. Він проходив дипломатичну підготовку у Папській церковній академії (1965—1968).

### На дипломатичній службі Святого Престолу
Священицьке свячення Джованні Лайоло отримав з рук Уго Полетті, титулярного єпископа Меделі, єпископа-помічника Новари 29 квітня 1960 р. Свою службу у Державному секретаріаті почав з 1970 р. і був направлений до апостольської нунціатури у Німеччині на допомогу нунцію Коррадо Бафіле, де і пропрацював до листопада 1974 р. Після роботи у курії 1 січня 1983 він знову переведений у нунціатуру у Німеччині і призначений її радником. Під час своєї служби о. Лайоло брав значну участь у переговорах по підготовці конкордату між ФРН та Святим Престолом 1984 р.

3 жовтня 1988 р. був призначений титулярним архієпископом Цезаріани та секретарем Адміністрації спадку Апостольського Престолу. Єпископську хіротонію прийняв 6 січня 1989 р. у Ватиканській базиліці від Івана Павла ІІ, у співслужінні з Едвардом Кассиді та Хосе Томасом Санчесом. Після 6 років роботи у Ватикані він був призначений 7 листопада 1995 р. апостольським нунцієм до Німеччини. Під час його перебування у ФРН нунціатура була перенесена з Бонна до Берліна, було реалізовано підписання багатьох угод з «новими» німецькими землями: у 1996 р. із Саксонією, 1997 — Тюрингією та Мекленбургом-Передньою Померанією, у 1998 р. з Саксонією-Ангальт та у 2003 р. і наприкінці свого перебування у цій країні, з Бранденбургом та Вільним містом Бремен.

Після відставки Жана-Луї Торана, 7 жовтня 2003 р., був призначений секретар з відносин із державами Державного секретаріату, і це його призначення було підтверджене новим понтифіком 21 квітня 2005 р. 22 червня 2006 р. призначений головою Папської комісії у справах міста-держави Ватикан та Губернаторства (губернатором Ватикану).

### Кардинал
На кардинальській консисторії, що відбулася 24 листопада 2007 р., папа Бенедикт XVI призначив архієпископа Лайоло кардиналом-дияконом з дияконією Санта-Марія-Лібератріче-а-Монте-Тестаччо (італ. Santa Maria Liberatrice a Monte Testaccio).

## Візит кардинала Лайоло в Україну

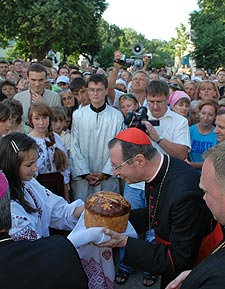
Кардинал Лайоло в Зарваниці (Тернопільська обл.) 18 липня 2009 р.

17 липня 2009 р. кардинал Лайоло прибув в Україну. Уранці 18 липня він відправив Святу Літургію у латинській митрополичій базиліці Успіння Пресвятої Богородиці у Львові. Разом із кардиналом Лайоло співслужили архієпископ-митрополит Львівський Мечислав Мокшицький, Апостольський Нунцій в Україні архієпископ Іван Юрковіч і єпископ-помічник Леон Малий. Кардинал Лайоло відвідав резиденцію львівських митрополитів латинського обряду, де ознайомився зі станом ремонту цього будинку — пам'ятки архітектури. Зі Львова кардинал Джованні Лайоло відбув до Зарваниці, де взяв участь у всеукраїнській прощі до Зарваницької чудотворної ікони Пресвятої Богородиці, у якій брав участь також Президент України Віктор Ющенко з сім'єю.
20 липня 2009 р., за дорученням Президента України Віктора Ющенка, відбулася зустріч заступника Глави Секретаріату Президента України Юрія Богуцького з президентом Папської комісії у справах Держави-міста Ватикан кардиналом Джованні Лайоло. Під час розмови кардинал Лайоло високо оцінив підсумки нещодавнього офіційного візиту Президента України до Ватикану, зокрема його зустрічі з Папою Римським Бенедиктом XVI, та висловив задоволення станом українсько-ватиканських взаємин. Співрозмовники також обговорили сучасну суспільно-релігійну ситуацію в Україні і перспективи розвитку державно-церковних відносин.